# Habib Public School
Habib Public School är en universitetsförberedande skola i Karachi, Pakistan, grundad 1959. 

## Historik
Skolan startade den 7 juli 1959. Då fanns fyra skolbyggnader: Ahmed House, Ghulam Ali House, Dawood House och Sharif House. Redan 1983 introducerades datautbildning på skolan. 

## Koranstudier
Koranstudier är obligatoriskt för klasserna III till VII. 

## Kända före detta elever
- Sohail Abbas, hockeyspelare
- Faisal Qureshi, entreprenör
- Ahmed Alam, f.d. lagkapten för Pakistans hockeyteam
- Hasan Sardar, hockeyspelare
- Kamran Ashraf
- Shoaib Mohammed, cricket